# Luca Vergallito
Luca Vergallito (Milano, 14 settembre 1997) è un ciclista su strada italiano che corre per il team Alpecin-Deceuninck.

## Carriera
Laureato in scienze motorie, Vergallito ha gareggiato nelle categorie juniores ed under 23, ma in seguito ha abbandonato l'attività agonistica, proseguendo comunque con il ciclismo amatoriale. Nel 2022 ha partecipato alla Zwift Academy, vincendo, e garantendosi così un contratto da professionista per il 2023 con l'Alpecin-Deceuninck Development Team. Nel 2024 ha ricevuto la promozione nella squadra Alpecin-Deceuninck, facente parte della categoria UCI World Tour.

## Palmarès
- 2023 (Alpecin-Deceuninck Development Team, tre vittorie)

3ª tappa Oberösterreich Rundfahrt (Asten > Hinterstoder Höss)
Classifica generale Oberösterreich Rundfahrt
3ª tappa Giro della Regione Friuli Venezia Giulia (Cordenons > Sauris di Sopra)

### Altri successi
- 2023 (Alpecin-Deceuninck Development Team)

1ª tappa Province Cycling Tour (Blegny > Blegny)
Classifica generale Province Cycling Tour
Classifica scalatori Giro della Regione Friuli Venezia Giulia

## Piazzamenti

### Grandi Giri
- Vuelta a España

2024: 105°

### Classiche monumento
- Liegi-Bastogne-Liegi

2024: 111º
- Giro di Lombardia

2024: 68º